# Museum Slot Loevestein
Museum Slot Loevestein is een museum in Slot Loevestein in de Nederlandse plaats Poederoijen. Het museum besteedt aandacht aan het gedachtegoed van Hugo de Groot, het kasteelleven in de Middeleeuwen en de Hollandse Waterlinie. 

## Geschiedenis
In de jaren twintig van de twintigste eeuw kwamen er al toeristen naar Loevestein. In 1951 werd de militaire status van het fort werd opgeheven, en kwamen er 11.000 mensen naar het fort. Dertien jaar later was het bezoekersaantal al opgelopen tot 45.000. Inmiddels bezoeken jaarlijks 100.000 mensen Loevestein.
Het museum is een rijksmuseum. Sinds 9 december 1994 is Loevestein zelfstandig en wordt het complex door de Stichting Museum Slot Loevestein geëxploiteerd. Deze stichting beheert de museumcollectie en houdt het complex toegankelijk voor een breed publiek. De stichting huurt het complex van de Nederlandse staat voor dertig jaar. Daarbij krijgt het subsidie van het ministerie van Onderwijs en Wetenschap. Naast deze subsidie moet de stichting via andere wegen inkomsten genereren, zoals met entreegelden, sponsoren en zakelijke activiteiten. Het onderhoud aan het complex wordt verzorgd door de Rijksgebouwendienst.
In december 2012 besloot het kabinet-Rutte II om de subsidie voor Slot Loevestein te halveren, als onderdeel van een breder bezuinigingspakket.

## Collectie
De collectie omvat objecten die op Loevestein in de gracht of in de grond zijn gevonden. De collectie is opgegraven rond  1964 en 1986 door de archeologische Werkgroep Loevesteyn onder leiding van archeoloog Jaap Renaud en is de grootste on site archeologische collectie van Nederland.
Verder bestaat de collectie ook uit oude afbeeldingen van het kasteel of fort en andere objecten die bewaard zijn gebleven. Deze objecten worden tentoongesteld in een aantal soldatenhuisjes.

Objecten uit de museumcollectie
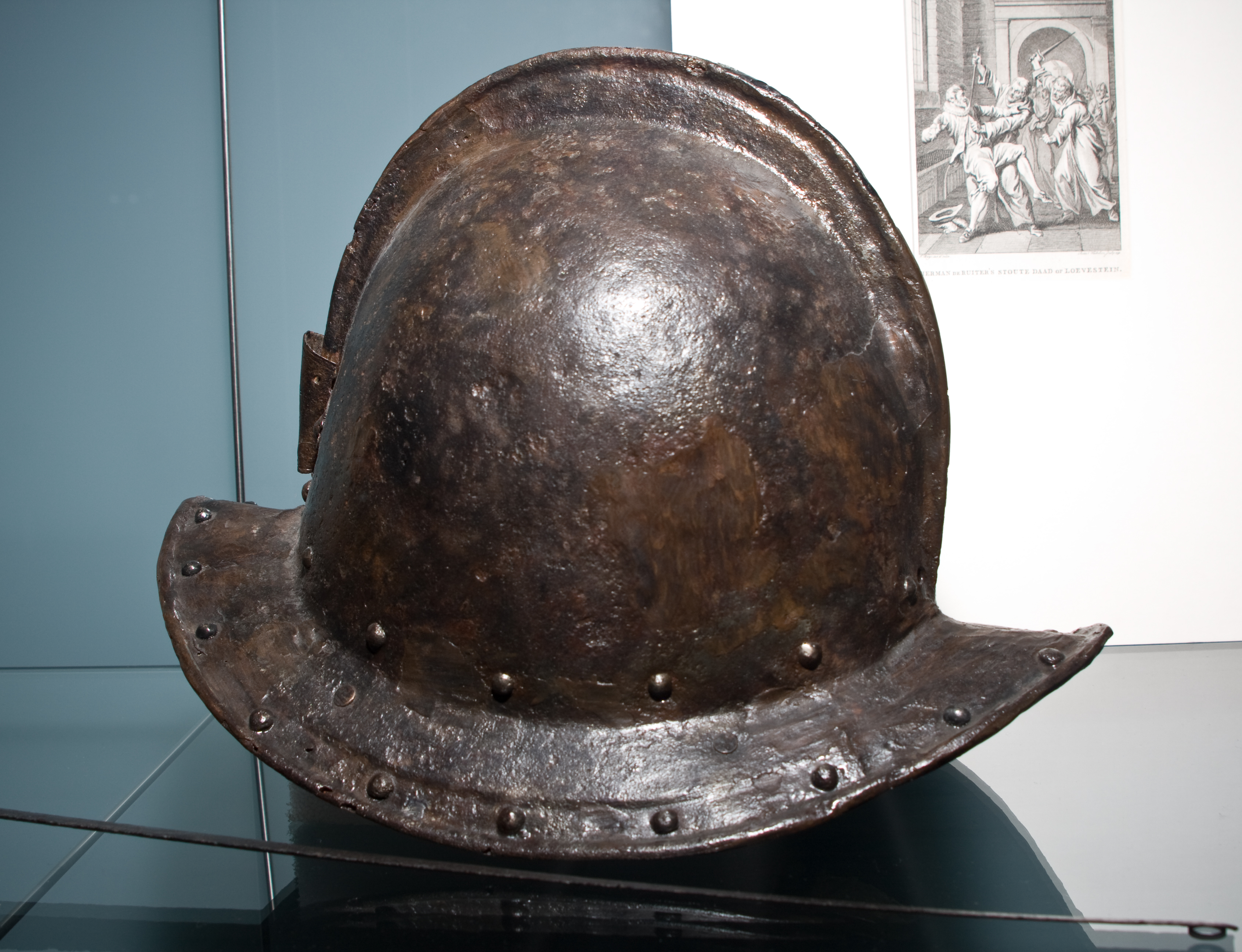
Helm uit 1630
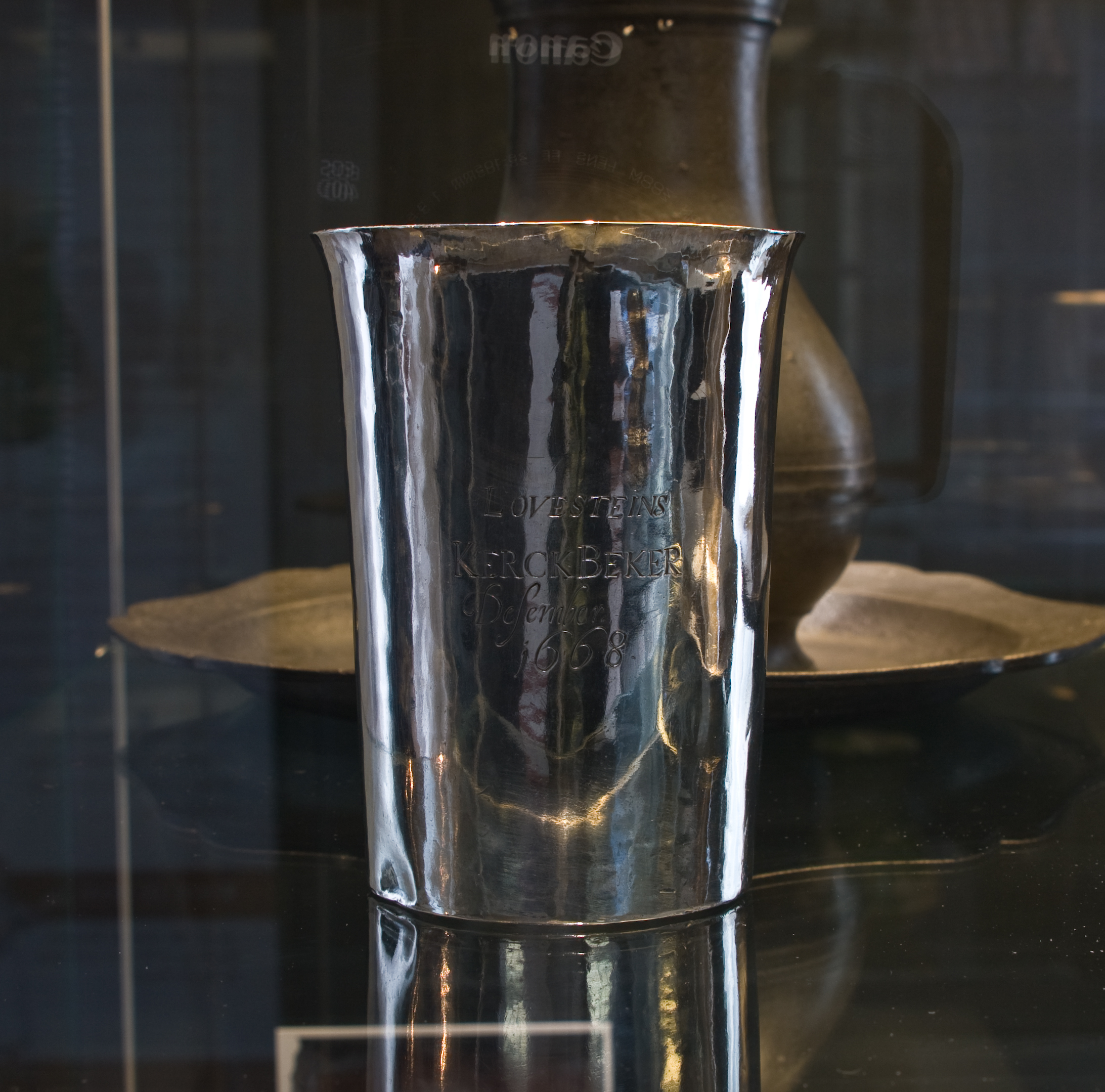
Kerkbeker uit 1668
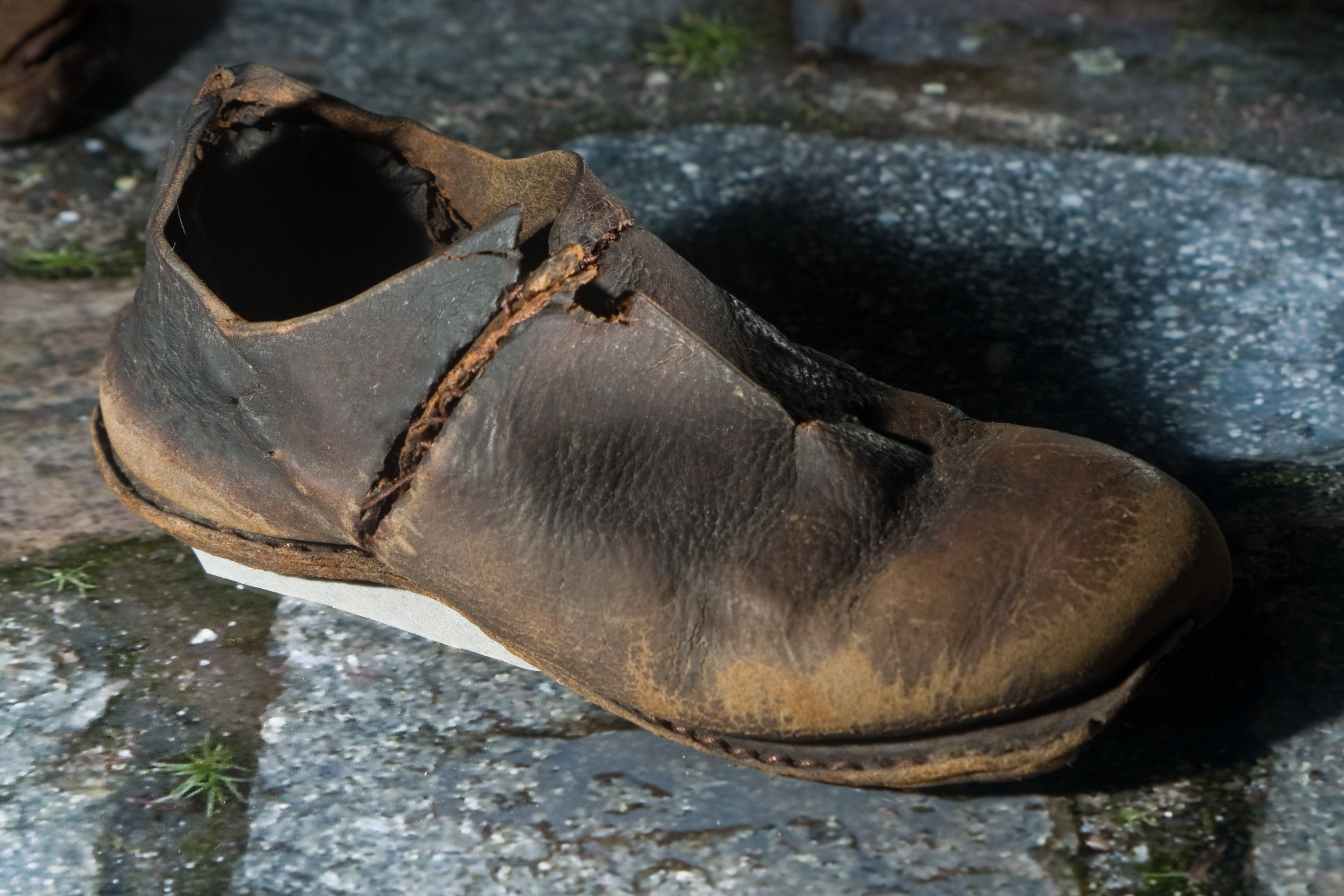
16e-eeuwse kinderschoen
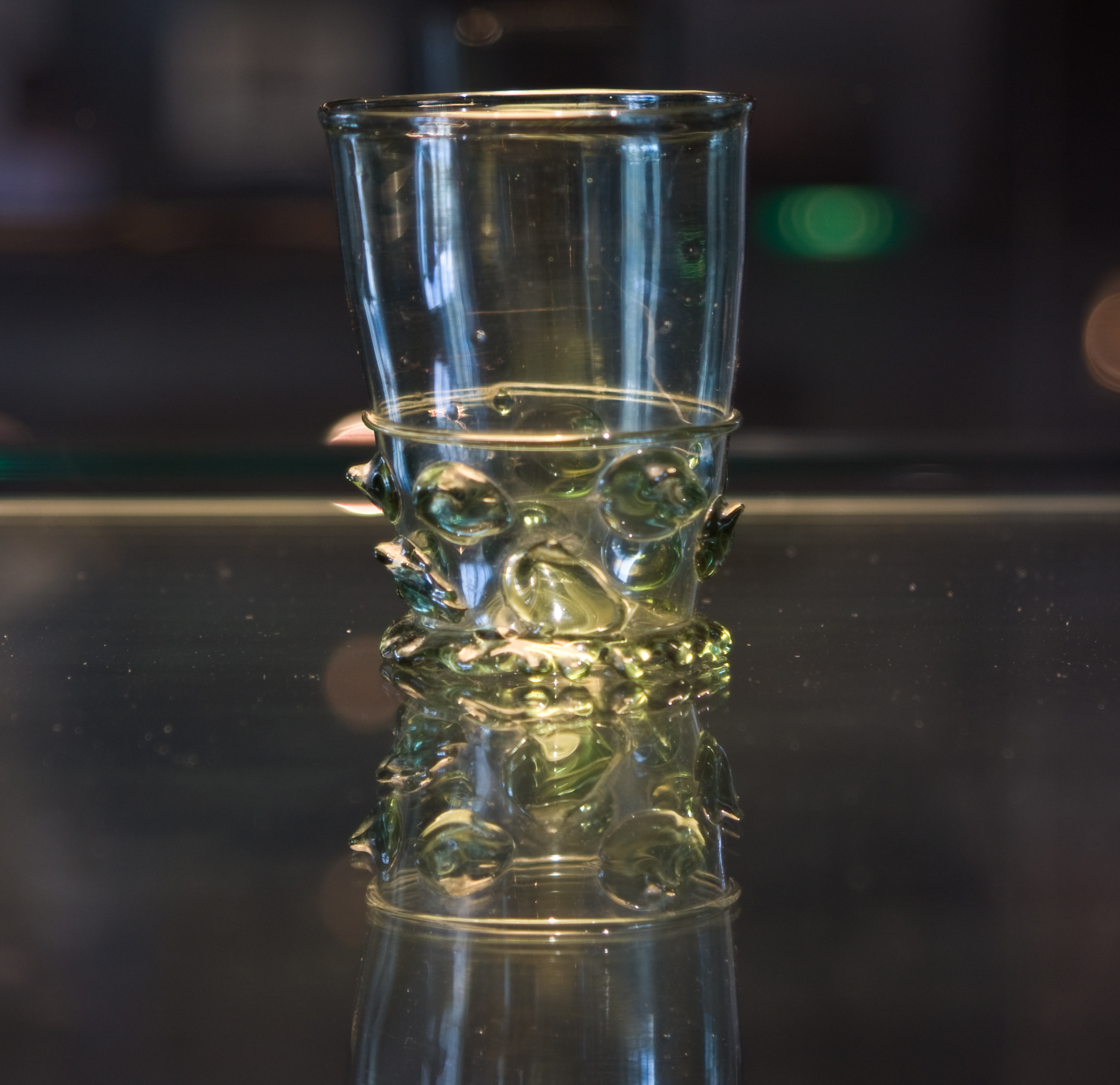
Noppenbeker
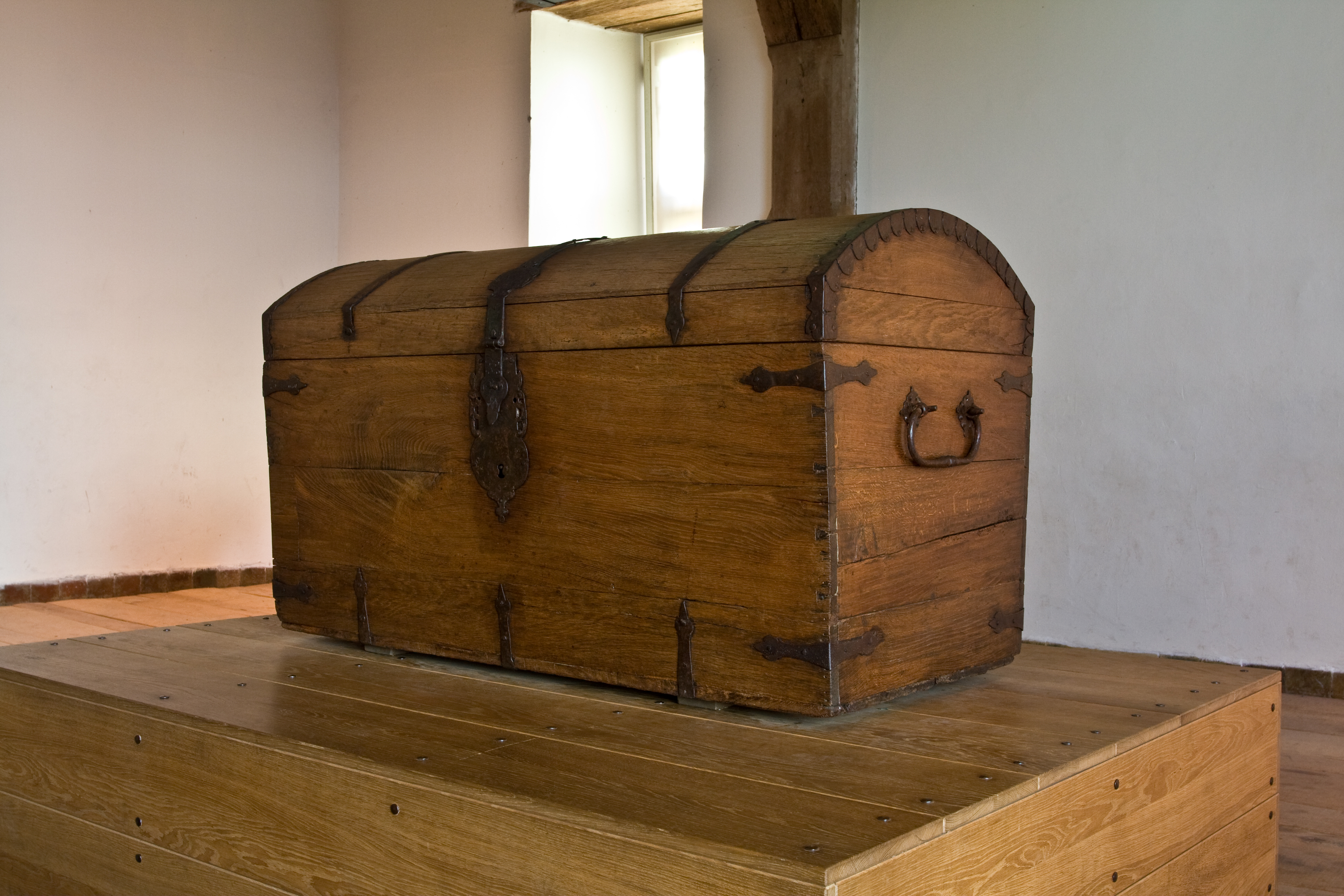
Boekenkist van Hugo de Groot